# Whipple (cràter)
Whipple és un cràter d'impacte situat a la cara oculta de la Lluna, molt a prop del Pol nord lunar. Es troba a l'est dels prominents cràters Byrd i Peary, jaient a la vora d'aquest últim.

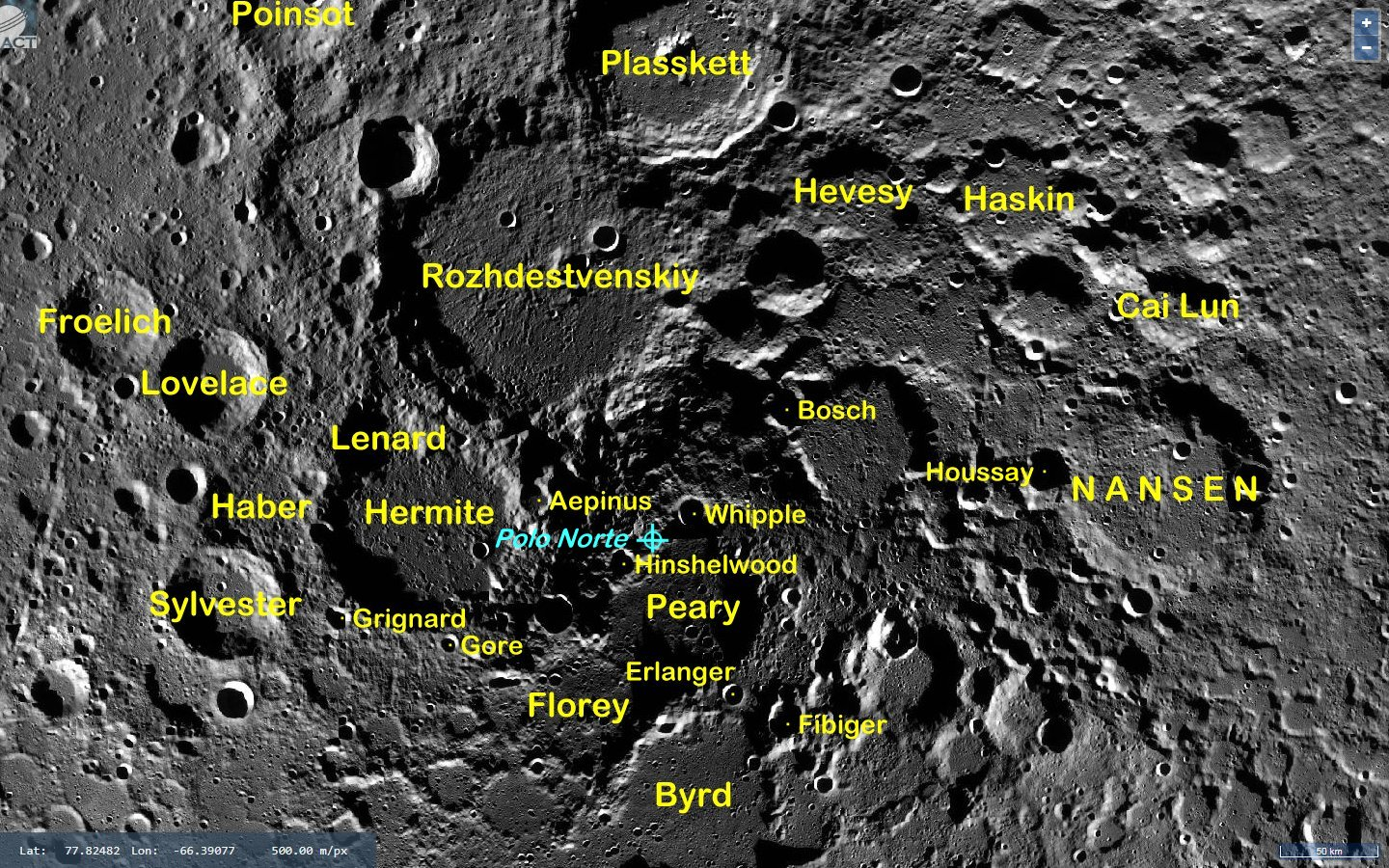
Localització de Whipple (en centre de la imatge, a dalt i a la dreta del Pol nord lunar)
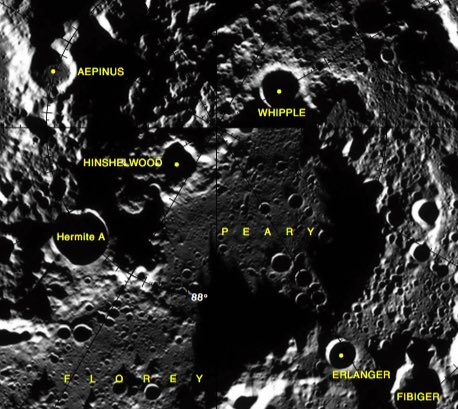
Rodalies de Whipple

El seu fons es troba permanentment ocult a la llum de Sol. Alguns tipus d'àtoms i de molècules lleugers, com l'aigua (i el mercuri), entren en el cràter i queden atrapats a causa de les condicions extremadament fredes que prevalen al seu interior. A més, l'eco de radar del cràter Whipple es caracteritza per una alta relació de polarització circular (CPR) amb el mateix sentit. Es creu que això indica la presència de dipòsits de gel gruixuts (almenys de 2 metres) relativament purs. Aquests dipòsits de gel representen una font potencialment valuosa d'aigua potable, així com un propulsor de coets en forma d'hidrogen líquid i oxigen líquid.
A més, Whipple es troba junt a un gran altiplà, quasi permanentment il·luminat pel Sol, que ocupa la seva vora nord. Allà, el Sol és visible gairebé el 80% del temps de mitjana; la temperatura en aquestes àrees gairebé permanentment il·luminades pel Sol és bastant suau per als estàndards lunars, amb una mitjana d'aproximadament -50 °C, ± 10 °C. Aquesta combinació de cràters de CPR permanentment a l'ombra i adjacents a l'altiplà gairebé permanentment il·luminada pel sol és única a la regió del Pol nord de la Lluna.